# 11473 Barbaresco
11473 Barbaresco este un asteroid din centura principală de asteroizi.

## Descriere
11473 Barbaresco este un asteroid din centura principală de asteroizi. A fost descoperit pe 22 septembrie 1982 la Stația Anderson Mesa de Edward L. G. Bowell. Asteroidul prezintă o orbită caracterizată de o semiaxă mare de 2,63 ua, o excentricitate de 0,25 și o înclinație de 9,9° în raport cu ecliptica.